# ШПФ (станция скоростного трамвая)
«ШПФ» (укр. ВПФ), в некоторых источниках — «Шерстопряди́льная» (укр. Вовнопряди́льна) — законсервированная станция метротрама в городе Кривой Рог.

## Описание
Станция построена по спецпроекту — в основу положены пирамидальные конструкции. С южной стороны имеется 6 «пирамид» небольшой высоты, боковые грани которых снизу сужаются и превращаются в 7 небольших опор. С севера расположена большая пирамидальная конструкция, под которой находится конец платформы и конструкции под кассы и служебные помещения. Для перехода между платформами построен подземный переход. Длина платформ 100 метров. Станция построена примерно на 80 %.
Станция законсервирована в связи с тем, что рядом с ней нет жилой застройки, а собственно Криворожская шерстопрядильная фабрика, которая должна была обеспечивать стабильный пассажиропоток, закрыта в 2001 году.